# Hamun (Verwaltungsbezirk)
Hamun (persisch شهرستان هامون) ist ein Schahrestan in der Provinz Sistan und Belutschistan im Iran. Er enthält die Stadt Mohammadabad, welche die Hauptstadt des Verwaltungsbezirks ist.

## Demografie
Bei der Volkszählung 2016 betrug die Einwohnerzahl des Schahrestan 41.017. Die Alphabetisierung lag bei 77 Prozent der Bevölkerung. Knapp 20 Prozent der Bevölkerung lebten in urbanen Regionen.
| Zensusjahr | Einwohnerzahl |
| ---------- | ------------- |
| 2011       | 41.520        |
| 2016       | 41.017        |